# 拉瓦雷讷
拉瓦雷讷（法語：La Varenne，法語發音：[la vaʁɛn] ⓘ）是法国曼恩-卢瓦尔省的一个旧市镇，属于绍莱区。2015年12月15日，拉瓦雷讷和相邻的8个市镇合并为新市镇奥雷当茹（Orée d'Anjou）。

## 地理
拉瓦雷讷（47°18'46"N, 1°19'19"W）面积14.35 平方千米，位于法国卢瓦尔河地区大区曼恩-卢瓦尔省，该省份为法国西部内陆省份，大致对应安茹地区，北起顺时针与马耶讷省、萨尔特省、安德尔-卢瓦尔省、维埃纳省、德塞夫勒省、旺代省、大西洋卢瓦尔省和伊勒-维莱讷省接壤。
与拉瓦雷讷接壤的市镇（或旧市镇、城区）包括：勒塞利耶、卢瓦尔河畔迪瓦特、乌东、拉沙佩勒巴斯梅尔、巴尔伯沙。
拉瓦雷讷的时区为UTC+01:00、UTC+02:00（夏令时）。

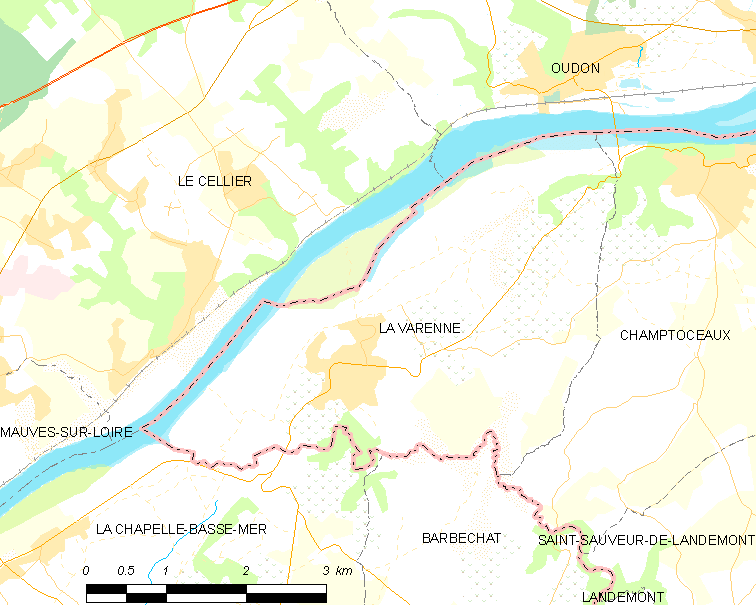
拉瓦雷讷的OSM定位图

## 行政
拉瓦雷讷的邮政编码为49270，INSEE市镇编码为49360。

## 政治
拉瓦雷讷所属的省级选区为卢瓦尔河畔莫日县。

## 人口

1962-2008年间拉瓦雷讷人口变化图示

拉瓦雷讷于2018年1月1日时的人口数量为1785人。